# Abe League of Their Moe
«Abe League of Their Moe» (укр. «Їхнього Мо ліга Ейба») — дев'ятнадцята серія тридцять шостого сезону мультсеріалу «Сімпсони», прем'єра якої відбулась 27 квітня 2025 року у США на телеканалі «Fox».

## Сюжет
1944 рік. Малий Ейб Сімпсон зі своїм дідусем дивляться бейсбольний матч на Спрінґфілдському стадіоні, повному глядачів. Дід Сімпсон каже Ейбові, що колись і він буде ходити на ігри зі своїми онуками…
Однак у сьогоденні Ейб — єдиний глядач на стадіоні. Він спостерігає за «Спрінґфілдськими ізотопами», які не в найкращій формі. Раптово Сімпсон чує голос ще когось, хто коментує гру. Це Мо Сизляк на протилежному, теж порожньому, секторі. Ейб приєднується до нього, і вони починають чіплятися до членів команди-візитерів. Їм так подобається товариство один одного, що вони стають друзями.
Під час спільних переглядів ігор у таверні, по телебаченню оголошують, що македонський бейсболіст Аеропос Волков переїжджає до США, щоб грати за одну з команд Вищої бейсбольної ліги. Мо пропонує зняти відео, щоб заохотити його приєднатися до «Спрінґфілдських ізотопів», таким чином попернути популярність бейсбола в місті. Оскільки Мо має македонське коріння, то знає мову Волкова.
Тим часом Волков отримує кілька електронних листів з відеозапрошеннями до відомих команд. Однак, вони не переконують його. Пізніше поштою він отримує касету з відео Мо і дідуся Сімпсона. Ейб з містянами розповідає про любов до бейсболу, а Мо перекладає. Відчувши любов, яку вони вклали створення відео Волков погоджується.
Легіонера радо приймають у місті. Барт іде з дідусем на перший матч Волкова у складі «Спрінґфілдських ізотопів», що робить Ейба щасливим. Мо, який виступає перекладачем Волкова, обіцяє Барту, що хлопчик зможе зустрітися із бейсболістом після матчу. Однак, після перемоги Мо залишає Сімпсонів та їде в автобусі з Волковим.
Ейб помічає, що трансляції ігор повні реклам спонсорів. Хоча Спрінґфілдський стадіон тепер повен глядачів, але водночас і рекламних оголошень. Сектор, у якому змалку сидів Ейб, перенесли дуже далеко від поля. Він не може це все терпіти та іде до Мо. Удвох на очах вболівальників вони сперечаються та розривають дружбу.
На тій грі Мо також дізнається, що Волков, якого зацікавила реклама, робить ставки. Мо йде до дідуся до будинку для літніх, щоб попросити по допомогу. Однак, Ейб відмовляє, оскільки Мо дбає лише про здобуті гроші, а не про бейсбол. Водночас, коли дідусь Сімпсон відвідує Сімпсонів, то виявляє, що Барт також грає в азартні ігри.
Волков скликає пресконференцію, щоб зізнатися, що ганебно робив ставки. Мо ж перекладає журналістам зізнання спортсмена як «захоплення грою у Спрінґфілді», у що вони вірять. Зненацька до Мо виривається Ейб із проханням розповісти, як Волков і реклама підштовхнули Барта до беттінга. Мо усвідомлює, що він накоїв, і зізнається у брехні. Він хоче звинуватити телевізійні мережі у створенні цього безладу, але, зрештою, винним визнають Мо.
Волков підписує контракт з командою із Сан-Франциско. За цим у таверні спостерігає Ейб з Мо, і вони миряться. Дідусь радий, що Барт вже не грає в азартні ігри, але хлопчик заходить з купою грошей і всіх пригощає…
У сцені під час титрів блогер Джиммі О'Браєн коментує суперечку Мо й Ейба на стадіоні.

## Виробництво
Невена Нескоска, композиторка пісні «You», що мала представляти Північну Македонію на пісенному конкурсі Євробаченні 2020, була македонською консультанткою для цієї серії.
Епізод натхненно скандалом із японським бейсболістом Отані Сьохеєм і його перекладачем Іппеєм Мізухарою. 2024 року з'ясувалося, що перекладач вкрав у Отані понад 16 мільйонів доларів, щоб покрити свої гральні борги, і ховав це за неправильним перекладом. За словами співшоуранера серії Майкла Прайса, після переказу історії в кімнаті сценаристів «Сімпсонів» виконавчий продюсер Метт Селман задля розваги вдавав із себе шахрая-Мізухару, що породило ідею для епізода.
Для Прайса скандал з Отані стала можливістю прокоментувати підтримку Вищої бейсбольної ліги легалізації азартних ігор як джерел доходу.
|  | Азартні ігри — як і все, я думаю, це нормально в помірних кількостях — але люди через це руйнують свої життя. І з Отані офіційна версія полягає в тому, що Отані цього не робив, але навіть у цій версії це зруйнувало життя цьому хлопцеві. Це справді жахлива річ, і (факт), що це так відверто рекламується, на мою думку, не є чудовим. |

Під час написання сценарію у сценариста серії Джоела Коена виникла ідея якось пожартувати над кожною із 30 команд Вищої бейсбольної ліги. «Ми перестали перевіряти, але думаємо, що, можливо, вразили кожну команду».
Барт дізнався про азартні ігри, спостерігаючи за syibv японським бейсболістом Ю Дарвішем. 2005 hjre Дарвіш отримав розголос, коли його спіймали на курінні в кімнаті для гри в патінко. З словами Майкла Прайса, відсилання запропонував сценарист Дж. Стюарт Бернс, який водночас не є шанувальником бейсболу.

## Культурні відсилання та цікаві факти
- Назва серії є відсиланням до спортивної драми 1992 року «Їхня власна ліга» (укр. «A League of Their Own»)[4].
- У відеозапрошеннях Волкова актори Кріс Рок і Денні Трехо запрошують приєднатися до команд «New York Mets» і «Los Angeles Dodgers» відповідно[2].
- Волков вивчає англійську за мультсеріалом «Сім'янин (мультсеріал)». Він запозичує крилатий вислів Ґлена Кваґмайра «Giggity!», який Кваґмайр використовує як вираз радості чи прояву сексуальності[5].
- Після спонсорування Спрінґфілдський стадіон «Ізотоп» перейменовують на честь шоколаду «Toblerone»[4].
- На своєму телефоні дідусь шукає місце, де «лише фани» (англ. «Only fans»)[6].
- Окрім запрошених спортивних журналістів на пресконференції Волкова також є персонажі:
  - Тайлера Кепнера, журналіста «The New York Times»[2].
  - журналіста Метта Лавера. Ейб називає його «худорлявим Вайнштейном», що є відсиланням до звинувачень у сексуальному насильстві проти Лавера та Гарві Вайнштейна[6].

## Ставлення критиків і глядачів
Під час прем'єри серію переглянули 0,73 млн осіб, з рейтингом 0.2, що зробило її найпопулярнішим шоу на каналі «Fox» тієї ночі.
Джон Шварц із сайту «Bubbleblabber» оцінив серію на 9,5/10, сказавши:
|  | Можливо, інші серії «Сімпсонів» цього сезону були трохи серйознішими, але ця, мабуть, одна із найсмішніших чисто комедійних серій найтривалішого анімаційного ситкому, який виходить у прайм-тайм, яку я бачив за дуже довгий час. Чисто комедійне розгромлення 100-річного виду спорту, якому дуже бракувало цього від єдиного анімаційного серіалу у Залі слави бейсболу. |

Майк Селестіно з «Laughing Place» сказав:
|  | Я б сказав, що сюжет цієї серії трохи звивистий, але це не має значення, враховуючи її кумедність. Можливо, саме в цьому полягає різниця між епізодом «Сімпсонів», що забувається, та якіснішим у наші дні, але загалом ця серія мені сподобалась майже виключно завдяки кількості щирого сміху… Я отримав цікаву пару персонажів і кілька хороших жартів (включно з дідусевим здивуванням щодо відсутності «електронного листоноші»), і мені цього достатньо. |

На сайті «Me Blog Write Good» відзначили, що: «Я принаймні віддам серії належне, [бо] насправді було кілька жартів, над якими я злегка посміявся, але тут немає нічого справді примітного, це скоріше ті ж самі тропи розповіді й емоційні сюжетні прийоми, які ми бачили знову і знову».